# Cantó de Dornha
El cantó de Dornha és un cantó del departament francès del Tarn, a la regió d'Occitània. Està inclòs al districte de Castres i té 15 municipis. El cap cantonal és Dornha.

## Municipis
- Arfonts
- Bèlasèrra
- Caüsac
- Les Capmases
- Dornha
- Durfòrt
- En Garravacas
- La Gardiòla
- Maçaguèl
- Palavila
- Sanch Amauç
- Sant Avit
- Sorese
- Soal
- Verdala

## Història
| Data d'elecció                           | Identitat      | Partit | Qualitat |
| ---------------------------------------- | -------------- | ------ | -------- |
| 1982-1998                                | Georges Mazars | PS     |          |
| 1998-                                    | Claudie Bonnet | PS     |          |
| les dades anteriors no són pas conegudes |                |        |          |
|                                          |                |        |          |

## Demografia
| 1962  | 1968  | 1975  | 1982  | 1990  | 1999  | 2007  |
| ----- | ----- | ----- | ----- | ----- | ----- | ----- |
| 6.690 | 7.373 | 7.207 | 7.474 | 8.132 | 8.396 | 9.974 |